# Фортье, Мона
Мона Фортье (англ. Mona Fortier; род. 1972, Оттава) — канадский политик, член Либеральной партии, председатель совета Государственного казначейства (2021—2023).

## Биография
Окончила Оттавский университет, профессионально занималась защитой прав франкоязычного населения провинции Онтарио.
Член совета директоров больницы Монфор, член Консультативного комитета по делам франкофонов провинции Онтарио.
В 2017 году ввиду смерти депутата Мориля Беланже баллотировалась в его округе Оттава-Ванье, имеющем репутацию либерального бастиона (за всё время существования округа с 1974 года там неизменно побеждали представители Либеральной партии) на дополнительных выборах и поддержала традицию, добившись успеха с результатом 51,2 % против 28,7 % у основной соперницы, кандидатки Новой демократической партии Эмилии Таман.
В 2019 году переизбрана в прежнем округе.
20 ноября 2019 года премьер-министр Джастин Трюдо смог сформировать по итогам выборов кабинет меньшинства, назначив Фортье министром процветания среднего класса и помощником министра финансов.
20 сентября 2021 года прошли досрочные парламентские выборы, по итогам которых Фортье одержала в своём округе очередную победу с результатом 49 % — её основной соперницей вновь стала кандидатка НДП, на сей раз Лиз-Паскаль Инамуко (Lyse-Pascale Inamuco), которую поддержали 23,7 % избирателей.
26 октября 2021 года был приведён к присяге новый состав правительства Трюдо, в котором Фортье получила портфель председателя совета Государственного казначейства.
26 июля 2023 года в ходе серии кадровых перестановок исключена из правительства.
21 декабря 2024 года назначена главным парламентским организатором правительства.
14 марта 2025 года при формировании правительства Карни не получила никакого назначения.